# Lista de softwares de infográficos
Abaixo está uma lista de softwares de criação de infográficos e gráficos. Inclui softwares com recursos para criar um ou mais infográficos a partir de um conjunto de dados e softwares específicos para visualização de informações. Outros softwares estão disponíveis na internet para a criação de conteúdo de áudio.

## Softwaresde infográficos
| Software                                     | Interface                                                                                 | Licenças               | Licenças                | Licenças                      | Última versão     | Última versão | Sistema operacional                                                                                |
| Software                                     | Interface                                                                                 | Licença                | Código aberto (sim/não) | Preço                         | Data              | Versão        | Sistema operacional                                                                                |
| -------------------------------------------- | ----------------------------------------------------------------------------------------- | ---------------------- | ----------------------- | ----------------------------- | ----------------- | ------------- | -------------------------------------------------------------------------------------------------- |
| AIDA                                         |                                                                                           | LGPL                   | Sim                     | Grátis                        | Outubro de 2003   | 3.2.1         | |
| Algebrator                                   | GUI                                                                                       | Proprietário           | Não                     | $58.99                        | 2009              | 4.2           | Linux, Mac OS X, Sugar, Windows                                                                    |
| AnyChart                                     | Biblioteca JavaScript, GUI                                                                | Proprietário           | Não                     | $79                           | Outubro de 2016   | 7.12.0        | Todas as plataformas/ todos os navegadores                                                         |
| Baudiline                                    | GUI                                                                                       | Proprietário/GPL       | Não                     | Grátis                        | Julho de 2010     | 1.08          | FreeBSD, Linux, Mac OS X, Solaris                                                                  |
| ChartDirector                                | C++                                                                                       | Proprietário           | Não                     | $99 - $749                    | Junho de 2015     | 6.0           | Windows, Linux, FreeBSD, Mac OS X, Solaris                                                         |
| D3js                                         | Biblioteca Javascript                                                                     | BSD                    | Sim                     | Grátis                        | Fevereiro de 2017 | 4.6.0         | Navegadores web                                                                                    |
| DADiSP                                       | GUI, Linha de comando, linguagem SPL                                                      | Proprietário           | Não                     |                               | Janeiro de 2017   | 6.7 B02       | Windows                                                                                            |
| DAP                                          |                                                                                           | GNU-style copyleft     | Sim                     | Grátis                        | Abril de 2014     | 3.10          | |
| Datacopia                                    | GUI (baseado na web)                                                                      | Freemium               | Não                     | Grátis, $4.99 - $29.99        |                   |               | Windows, Linux, Mac, iOS, Android                                                                  |
| DataMelt                                     | GUI, Java, Jython, BeanShell, JRuby                                                       | LGPL                   | Sim                     | Grátis                        | Janeiro de 2017   | 1.6           | Qualquer (Java), Android                                                                           |
| DataScene                                    | GUI                                                                                       | Shareware              | Não                     | Grátis, $169 - $299           | Março de 2011     | 3.0.7         | Linux, Unix/X11, Windows                                                                           |
| Descartes                                    | GUI                                                                                       | GPL                    | Sim                     | Grátis                        | Julho de 2005     | 0.7           | Qualquer (Python)                                                                                  |
| EditGrid                                     | GUI (baseado na web)                                                                      |                        |                         | Grátis                        |                   |               | Qualquer aplicação baseada na Web                                                                  |
| EJS                                          | GUI                                                                                       | GPL                    | Sim                     | Grátis                        |                   |               | Linux, Mac OS X, Windows                                                                           |
| Epi info                                     |                                                                                           | GPL                    | Sim                     | Grátis                        | Junho de 2016     | 7.2           | Windows                                                                                            |
| EViews                                       |                                                                                           | Proprietário           | Não                     |                               | Março de 2016     |               | |
| Fityk                                        | GUI, linha de comando                                                                     | GPL                    | Sim                     | €90 - €225                    | Dezembro de 2016  | 1.3.1         | Linux, Mac OS X, Windows                                                                           |
| FlexPro                                      |                                                                                           | Proprietário           | Não                     |                               | Dezembro de 2015  | 10.0.12       | MS Windows                                                                                         |
| FreeMat                                      |                                                                                           | GPL                    | Sim                     | Grátis                        | Junho de 2013     | 4.2           | Linux, Mac OS X, Windows                                                                           |
| FusionCharts                                 | GUI (baseado na web), Biblioteca JavaScript Charting                                      | Proprietário           | Não                     | Grátis, $1.299 - $9.999       | Novembro de 2016  | 3.11.3        | Todos os navegadores                                                                               |
| GeoGebra                                     | GUI                                                                                       | GPL                    | Sim                     | Grátis                        | Fevereiro de 2017 | 5.0.331.0     | Linux, Mac OS X, Sugar, Windows                                                                    |
| Gephi                                        | GUI                                                                                       | GPLv3 / CDDL 1.0       | Sim                     | Grátis                        | Fevereiro de 2016 | 0.9.1         | Linux, Mac OS X, Windows                                                                           |
| ggplot2                                      | R                                                                                         | GPL2                   | Sim                     | Grátis                        | Dezembro de 2016  | 2.2.1         | |
| GLE                                          | Linha de comando, GUI                                                                     | BSD/GPL                | Sim                     | Grátis                        | Agosto de 2015    | 4.2.5f        | Linux, Mac, Windows                                                                                |
| GNU Octave                                   | GUI, linha de comando, C, C++, Fortran                                                    | GPL                    | Sim                     | Grátis                        | Novembro de 2016  | 4.2.0         | eComStation, FreeBSD, Linux, Mac OS X, OS/2. Solaris, Windows                                      |
| Gnumeric                                     | GUI                                                                                       | GPL                    | Sim                     | Grátis                        | Janeiro de 2017   | 1.12.33       | |
| Gnuplot                                      | Linha de comando, Python, Ruby, Smalltalk                                                 | Proprietário           | Sim                     | Grátis                        | Outubro de 2016   | 5.0.5         | Amiga, Atari ST, BeOS, Linux, Mac, MS-DOS, OS/2, OS-9/68k, Ultrix, Windows, Vms                    |
| Grace                                        | Linha de comando, GUI, Vários APIs                                                        | GPL                    | Sim                     | Grátis                        | Fevereiro de 2015 | 5.1.25        | Linux, Mac OS X11, Windows (cygwin)                                                                |
| GrADS                                        |                                                                                           | GPL                    | Sim                     | Grátis                        | Junho de 2016     | 2.1.0         | Linux, Mac OS X, Windows, Solaris, IBM AIX, DEC Alpha, IRIX                                        |
| GraphPad Prism                               | GUI                                                                                       | Proprietário           | Não                     | $300 - $450                   | Outubro de 2016   | 7.0b          | Mac, Windows                                                                                       |
| Graphviz                                     | DOT                                                                                       | CPL                    | Sim                     | Grátis                        | Abril de 2014     | 2.38          | Linux, Mac OS X, Windows                                                                           |
| Gretl                                        | GUI                                                                                       | GPL                    | Sim                     | Grátis                        | Novembro de 2016  | 2016d         | Linux, Mac, Windows                                                                                |
| HippoDraw                                    |                                                                                           | GPL2                   | Sim                     | Grátis                        | Outubro de 2007   | 1.21.3        | |
| IDPS                                         | GUI, Fortran, C, Python, Socket Server                                                    | GPL                    | Sim                     | Grátis                        |                   |               | Linux, Mac OS X, OSF1/True64, Solaris, Windows                                                     |
| IGOR Pro                                     | GUI                                                                                       | Proprietário           | Não                     | $85 - $550                    | Janeiro de 2017   | 7.0.2         | Mac, Windows                                                                                       |
| ILNumerics                                   | Biblioteca Math para .NET / C#                                                            | GPL                    |                         | Grátis, €999                  | Junho de 2015     | 4.8           | Windows, Linux                                                                                     |
| Ipe                                          | GUI, XML                                                                                  | GPL                    | Sim                     | Grátis                        | Dezembro de 2016  | 7.2.7         | Linux, Mac, Windows, OS/X                                                                          |
| JFreeChart                                   | GUI, Java, Groovy                                                                         | LGPL                   | Sim                     | Grátis                        | Julho de 2014     | 1.0.19        | Qualquer (Java)                                                                                    |
| KSpread                                      | GUI                                                                                       | GPL                    | Sim                     | Grátis                        | Fevereiro de 2016 | 2.9.11        | Linux (KDE)                                                                                        |
| Kig                                          | GUI                                                                                       | GPL                    | Sim                     | Grátis                        |                   |               | |
| kst                                          | GUI                                                                                       | GPL                    | Sim                     | Grátis                        | Julho de 2014     | 2.0.8         | Linux (KDE), Windows (beta)                                                                        |
| LabPlot                                      | GUI, Qt scripting                                                                         | GPL                    | Sim                     | Grátis                        | Julho de 2016     | 2.3.0         | Linux (KDE)                                                                                        |
| LabVIEW                                      |                                                                                           | Proprietário           | Não                     | $999 - $9699                  | Agosto de 2016    | 2016          | |
| LiSiCA                                       | Python                                                                                    |                        | Não                     | Grátis                        |                   |               | Windows, Linux                                                                                     |
| MagicPlot                                    | GUI                                                                                       | Proprietário           | Não                     | Grátis, $74,50 - $149         | Setembro de 2016  | 2.7.2         | Qualquer (Java)                                                                                    |
| Maple                                        | GUI, Linha de comando                                                                     | Proprietário           | Não                     | $1895                         | Março de 2016     | 2016          | Linux, Mac OS X, Windows                                                                           |
| Mathcad                                      | GUI                                                                                       | Proprietário           | Não                     | $1195                         | Novembro de 2015  | 15.0 M045     | Windows                                                                                            |
| Mathematica                                  | GUI, Linha de comando, C++                                                                | Proprietário           | Não                     | $295 - $3185                  | Setembro de 2016  | 11.0.1        | Linux, Mac OS X, Windows, Raspberry Pi                                                             |
| MATLAB                                       | GUI                                                                                       | Proprietário           | Não                     |                               | Setembro de 2016  | R2016b        | Linux, Mac OS X, Windows                                                                           |
| Maxima                                       | GUI, Linha de comando                                                                     | GPL                    | Sim                     | Grátis                        | Dezembro de 2016  | 5.39.0        | BSD, Linux, Mac OS X, Unix Like OS, Windows                                                        |
| MayaVi                                       | GUI, Python                                                                               | BSD                    | Sim                     | Grátis                        | Janeiro de 2015   | 4.4.0         | GNU/Linux, Mac OS X, Windows                                                                       |
| MedCalc                                      | GUI                                                                                       | Proprietário           | Não                     | $395                          | Fevereiro de 2017 | 17.2          | Windows                                                                                            |
| Microsoft Excel                              | GUI                                                                                       | Proprietário           | Não                     |                               |                   |               | Mac OS X, Windows                                                                                  |
| NCSS                                         | GUI                                                                                       | Proprietário           | Não                     | $429                          | Maio de 2016      | NCSS 11       | Windows                                                                                            |
| Nucalc                                       | GUI                                                                                       | Proprietário           | Não                     | $100                          |                   |               | Mac OS, Mac OS X, Windows                                                                          |
| Numbers                                      | GUI                                                                                       | Proprietário           | Não                     |                               | Outubro de 2016   | 4.0.5         | Mac OS X                                                                                           |
| OpenDX                                       | GUI                                                                                       | Proprietário           | Não                     |                               | Janeiro de 2006   | 4.4.0         | |
| OpenOffice.org Calc                          | GUI                                                                                       | GNU LGPL               | Sim                     | Grátis                        | Janeiro de 2011   | 3.3           | |
| OpenPlaG                                     | GUI                                                                                       | GPL                    | Sim                     | Grátis                        | Outubro de 2011   | 3.1           | Qualquer (PHP 5)                                                                                   |
| Orange                                       | GUI, Python                                                                               | GPL                    | Sim                     | Grátis                        | Fevereiro de 2017 | 3.3.12        | GNU/Linux, Windows, Mac OS X                                                                       |
| Origin                                       | GUI, COM, C/C++                                                                           | Proprietário           | Não                     | $69 - $1095                   | Novembro de 2016  | 2017 SR0      | Windows                                                                                            |
| Paraview                                     | GUI, Python                                                                               | GPL                    | Sim                     | Grátis                        | Novembro de 2016  | 5.2.0         | Linux/Unix, Mac OS X, Windows                                                                      |
| PDL                                          |                                                                                           | Artistic License / GPL | Sim                     | Grátis                        | Outubro de 2016   | 2.017         | Linguagem Perl                                                                                     |
| PGPLOT                                       | Fortran, C                                                                                |                        | Não                     | Grátis para uso não comercial | Fevereiro de 2001 | 5.2.2         | Linux, Mac, Windows                                                                                |
| ploticus                                     | Linha de comando, C                                                                       | GPL                    | Sim                     | Grátis                        | Maio de 2013      | 2.42          | Linux, Mac, Windows                                                                                |
| Plotly                                       | GUI, Linha de comando, Python                                                             | Comercial              | Não                     | Grátis                        |                   |               | Qualquer (baseado na web)                                                                          |
| plotutils                                    | Linha de comando, C/C++                                                                   | GPL                    | Sim                     | Grátis                        | Setembro de 2009  | 2.6           | Linux, Mac, Windows                                                                                |
| PLplot                                       | Ada, C/C++/D, Fortran 77/90, C, C++, Java, Lisp, Lua, OCaml, Octave, Perl, Python, Tcl/Tk | LGPL                   | Sim                     | Grátis                        | Agosto de 2015    | 5.11.1        | Linux, Mac, Windows                                                                                |
| PSPP                                         | GUI, Linha de comando                                                                     | GPL                    | Sim                     | Grátis                        | Julho de 2016     | 0.10.2        | Linux, Mac, Windows                                                                                |
| QtiPlot                                      | GUI, Python                                                                               | Proprietário           | Não                     |                               | Janeiro de 2017   | 0.9.9.9       | Linux, Mac, Windows                                                                                |
| R                                            |                                                                                           | GPL                    | Sim                     | Grátis                        | Outubro de 2016   | 3.3.2         | Linux, Mac, Windows                                                                                |
| ROOT                                         | GUI, C++, Python, Ruby                                                                    | LGPL                   | Sim                     | Grátis                        | Janeiro de 2017   | 6.08/04       | Linux, Mac, Windows                                                                                |
| RRDTool                                      | Linha de comando                                                                          | GPL                    | Sim                     | Grátis                        | Maio de 2016      | 1.6.0         | Linux, Windows                                                                                     |
| S                                            |                                                                                           |                        |                         |                               |                   |               | |
| S-PLUS                                       |                                                                                           | Proprietário           | Não                     |                               | Novembro de 2010  | 8.2           | |
| SAS System                                   |                                                                                           | Proprietário           | Não                     |                               | Julho de 2013     | 9.4           | |
| SciDAVis                                     | GUI, Python                                                                               | GPL                    | Sim                     | Grátis                        | Julho de 2016     | 1.14          | Linux, Mac, Windows                                                                                |
| Scilab                                       |                                                                                           | CeCILL                 | Sim                     | Grátis                        | Fevereiro de 2017 | 6.0.0         | Linux, Mac OS X, Windows                                                                           |
| módulos SciPy, NumPy, matplotlib para Python | Python, GUI, Linha de comando                                                             | BSD/matplotlib         | Sim                     | Grátis                        | Janeiro de 2017   | 2.0.0         | FreeBSD, Linux, Mac OS X, Windows                                                                  |
| SigmaPlot                                    | GUI                                                                                       | Proprietário           | Não                     | $549 - $799                   | 2014              | 13.0.0        | Windows                                                                                            |
| Simple Grapher                               | GUI                                                                                       | Proprietário           | Não                     | Grátis                        |                   |               | Windows                                                                                            |
| SOCR                                         |                                                                                           |                        |                         |                               |                   |               | |
| SPSS                                         | GUI, Linha de comando                                                                     | Proprietário           | Não                     |                               | Março de 2016     | 24.0          | |
| Stata                                        |                                                                                           | Proprietário           | Não                     |                               | Agosto de 2015    | 14.0          | |
| Statgraphics                                 | GUI                                                                                       | Proprietário           | Não                     | $30 - $2414                   | Julho de 2015     | 17.1.08       | Windows                                                                                            |
| Statistical Lab                              |                                                                                           |                        |                         |                               | Maio de 2011      | 3.81          | |
| SymPy                                        |                                                                                           | BSD                    | Sim                     | Grátis                        | Março de 2016     | 1.0           | Linux, Mac OS X, Windows                                                                           |
| Sysquake                                     | GUI, Linha de comando                                                                     | Proprietário           | Não                     | Grátis, $250                  | Novembro de 2013  | 5.0           | Linux, Mac OS X, Windows                                                                           |
| Systat                                       |                                                                                           | Proprietário           | Não                     |                               |                   |               | |
| Tableau                                      | GUI                                                                                       | Proprietário           | Não                     | $999 - $1800                  |                   |               | Windows                                                                                            |
| TAChart                                      | Biblioteca Charting                                                                       | LGPL modificada        | Sim                     | Grátis                        | Novembro de 2016  | 1.6.2         | Linux, Mac OS X, Windows                                                                           |
| Tecplot                                      | GUI                                                                                       | Proprietário           | Não                     |                               | 2016              |               | Linux, Mac, UNIX, Windows                                                                          |
| Teechart                                     | Biblioteca Charting                                                                       | Commercial             | Não                     |                               |                   |               | Windows, Mac OSX, Linux, WP7/8, iOS, Android                                                       |
| think-cell chart                             | GUI                                                                                       | Proprietário           | Não                     |                               |                   |               | Windows                                                                                            |
| TreeMap                                      | GUI                                                                                       | Proprietário           | Não                     | $259                          | 2016              | 3.8.0         | Windows, Mac OS X, Linux, Web                                                                      |
| Veusz                                        | GUI, Python, Linha de comando                                                             | GPL                    | Sim                     | Grátis                        | Dezembro de 2016  | 1.25.1        | Mac, Unix, Windows                                                                                 |
| Visifire                                     |                                                                                           | Proprietário           | Não                     | $149                          | Junho de 2014     | 5.1.7-0       | Mac, Windows                                                                                       |
| VisIt                                        | GUI, C++, Python, Java                                                                    | BSD                    | Sim                     | Grátis                        | Janeiro de 2017   | 2.12.1        | Linux, Mac, Windows                                                                                |
| Webix                                        | Biblioteca JavaScript                                                                     | GPL3 / Proprietário    | Sim                     | $469                          | Fevereiro de 2017 | 4.2           | |
| Winplot                                      | GUI                                                                                       | Freeware               |                         | Grátis                        | Setembro de 2012  | 1.55          | Windows                                                                                            |
| World Programming System (WPS)               | GUI, Linha de comando                                                                     | Proprietário           | Não                     |                               | Dezembro de 2016  | 3.3           | AIX, Linux, Linux para Arm8 64-bit, macOS, PowerLinux, Solaris, Windows, Linux para System z, z/OS |
| XGraph                                       | GUI, Linha de comando                                                                     | Proprietário           | Não                     | Grátis                        | Abril de 2014     | 4.30          | Linux, Windows                                                                                     |
| Zoho Office Suite                            | GUI (baseado na web)                                                                      | Proprietário           | Não                     |                               |                   |               | Qualquer (aplicação web)                                                                           |

## Gráficos vetoriais
Softwares de desenho vetorial podem ser usados para plotagem manual ou edição dos resultados de outro programa.
Veja Categoria:Programas de computador de edição de imagem vetoriais para conhecer alguns deles.